# Lingua gilbertese
La lingua gilbertese è una lingua micronesiana parlata nelle Kiribati.

## Distribuzione geografica
Secondo l'edizione 2009 di Ethnologue, i locutori di gilbertese nelle Kiribati sono 58.300. La lingua è attestata anche in altri territori dell'Oceano Pacifico, quali Figi, Hawaii, Isole Salomone, Nauru, Tuvalu e Vanuatu, per un totale di 71.550 locutori complessivi.

## Grammatica
Il gilbertese è una lingua Verbo Oggetto Soggetto.

## Sistema di scrittura
Per la scrittura viene utilizzato l'alfabeto latino.
Nella lingua gilbertese i suoni dell'alfabeto latino G, L e S sono scritti K, R e TI, e le sillabe sono necessariamente aperte.